# Бордоне, Бенедетто
Бенедетто Бордоне (итал. Benedetto Bordone; 1460, Падуя — 1531) — итальянский издатель манускриптов, миниатюрист, картограф.
Его наиболее известная работа Isolario в которой описывает все известные острова в мире, с их мифами, культурами, климатом, расположением и историей. Отпечатана в Венеции в 1528 году в виде популярного в Италии XV—XVI столетий картографического жанра. Это иллюстрированный путеводитель для моряков, включавший все доступные открытия в Атлантическом океане.
Isolario состоит из овального изображения мира, тип карты, изобретённый Бордоне, который позднее был переработан в полусферы. Карта Бордоне показывает очень искажённый Новый Свет, показывая только северную часть Южной Америки. Северная Америка показана как большой остров, названный Terra del Laboratore (Земля рабочего) (название, относящееся к торговле африканскими рабами).
Книга также содержит упоминание о завоевании Франсиско Писарро королевства Перу, являющееся самым ранним печатным свидетельством об этом событии. Одна карта отображает план города Temistitan (Теночтитлан, современный Мехико) до его разрушения Кортесом. Также интересна карта Ciampagu — самая ранняя отпечатанная европейская карта Японии, показанной в виде острова.
Бордоне — отец учёного Юлия Цезаря Скалигера, дед Иосифа Юстуса Скалигера, основателя исторической хронологии.
Оригинал карты Бордоне Isolario ценен прежде всего своей исторической достоверностью.

## Издания его произведений
- 1534 — Benedetto. Libro di Benedetto. Venice. 1534. (Содержит итальянскую версию письма Писарро о пленении Атауальпы)